# مقاطعة ساراتوف

علم ساراتوف أوبلاست

ساراتوف أوبلاست هي إحدى الكيانات الفدرالية في روسيا. وتحوي المدن والقرى التالية: أركاداك،
أتكارسك،
بالاكوفو،
بالاشوف،
إينجيلز،
كالينينسك،
خفالينسك،
كراسنوارميسك، ساراتوف أوبلاست،
كراسني كوت،
ماركس،
نوفويوزنسك،
بيتروفسك، ساراتوف أوبلاست،
بوغاتشيوف،
رتيشتشيفو،
ساراتوف،
شيخاني،
فولسك،
ييرشوف

## أعلام
- جوسيف ألويس كيسلر
- فلاديمير ألاتورتسيف